# Ошеде, Алиса
Алиса Ренго Ошеде Моне (фр. Alice Raingo Hoschedé Monet; 19 февраля 1844 — 19 мая 1911) — жена владельца крупного парижского магазина и коллекционера произведений искусства Эрнеста Ошеде, а впоследствии художника-импрессиониста Клода Моне.

## Ранние годы

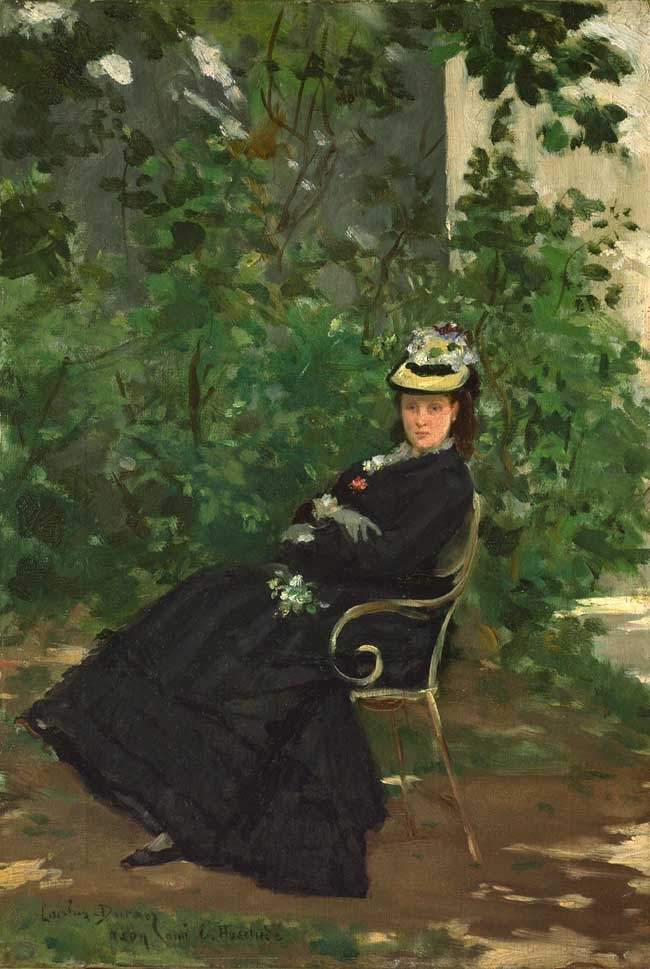
Каролус-Дюран. Портрет мадам Алисы Ошеде (впоследствии мадам Моне). 1878

Анжелика Эмилия Алиса Ренго родилась 19 февраля 1844 года в Париже в семье Дени Люсьена Альфонса Ренго и его жены Жанны Корали Булад.
После знакомства со своей будущей невесткой в 1863 году мать Эрнеста Ошеде написала об Алисе:
Эта девушка обладает остроумием, интеллектом и, я полагаю, силой воли. Она легка в общении, хотя я и нахожу её голос довольно громким. Она показалась мне более нежной и красивой, чем на фотографии.
Детьми Алисы, рождёнными в браке с Эрнестом Ошеде, были Бланш (вышедшая замуж за Жана, сына Клода Моне), Жермен, Сюзанна, Марта, Жан-Пьер и Жак.

## Моне

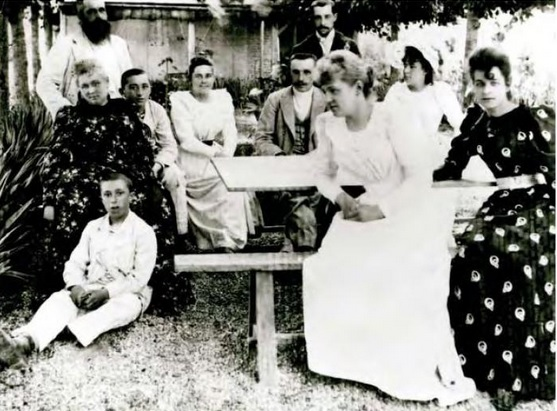
Семьи Моне и Ошеде, ок. 1880. Слева направо: Клод Моне, Алиса Ошеде, Жан-Пьер Ошеде, Жак Ошеде, Бланш Моне, Жан Моне, Мишель Моне, Марта Ошеде, Жермен Ошеде, Сюзанна Ошеде

В 1876 году Эрнест Ошеде поручил Моне написать декоративные панно для своего поместья Роттембур и несколько пейзажей. Согласно Nineteenth-century European Art: A Topical Dictionary, возможно, именно во время исполнения этого заказа у Моне завязались отношения с Алисой, а её младший сын Жан-Пьер, возможно, был сыном Моне. Он родился через 9 месяцев после того, как Моне оставался фактически наедине с Алисой Ошеде в её поместье в течение летних и осенних месяцев.
В 1877 году Эрнест Ошеде обанкротился. Эрнест, Алиса и их дети переехали жить в дом в Ветёе, под одну крышу с Моне, его первой женой Камиллой и их двумя сыновьями — Жаном и Мишелем. Эрнест всё больше времени проводил в Париже. Затем он и вовсе остался там жить, работая в газете Le Voltaire.
Периодически Эрнест Ошеде навещал свою жену и детей в сменявших друг друга домах Моне в Ветёе, Пуасси и Живерни. На время этих визитов Моне покидал свой дом. Разлука с Алисой сильно огорчала его, Моне снились кошмары, и он вообще не мог рисовать.
До того, как семьи Моне и Ошеде переехали в Пуасси, Эрнест Ошеде отказался платить свою долю на содержание Алисы и детей. В 1886 году он объявился и потребовал, чтобы его жена и дети вернулись с ним в Париж, но Алиса осталась с Моне.

## Отношения с Клодом Моне

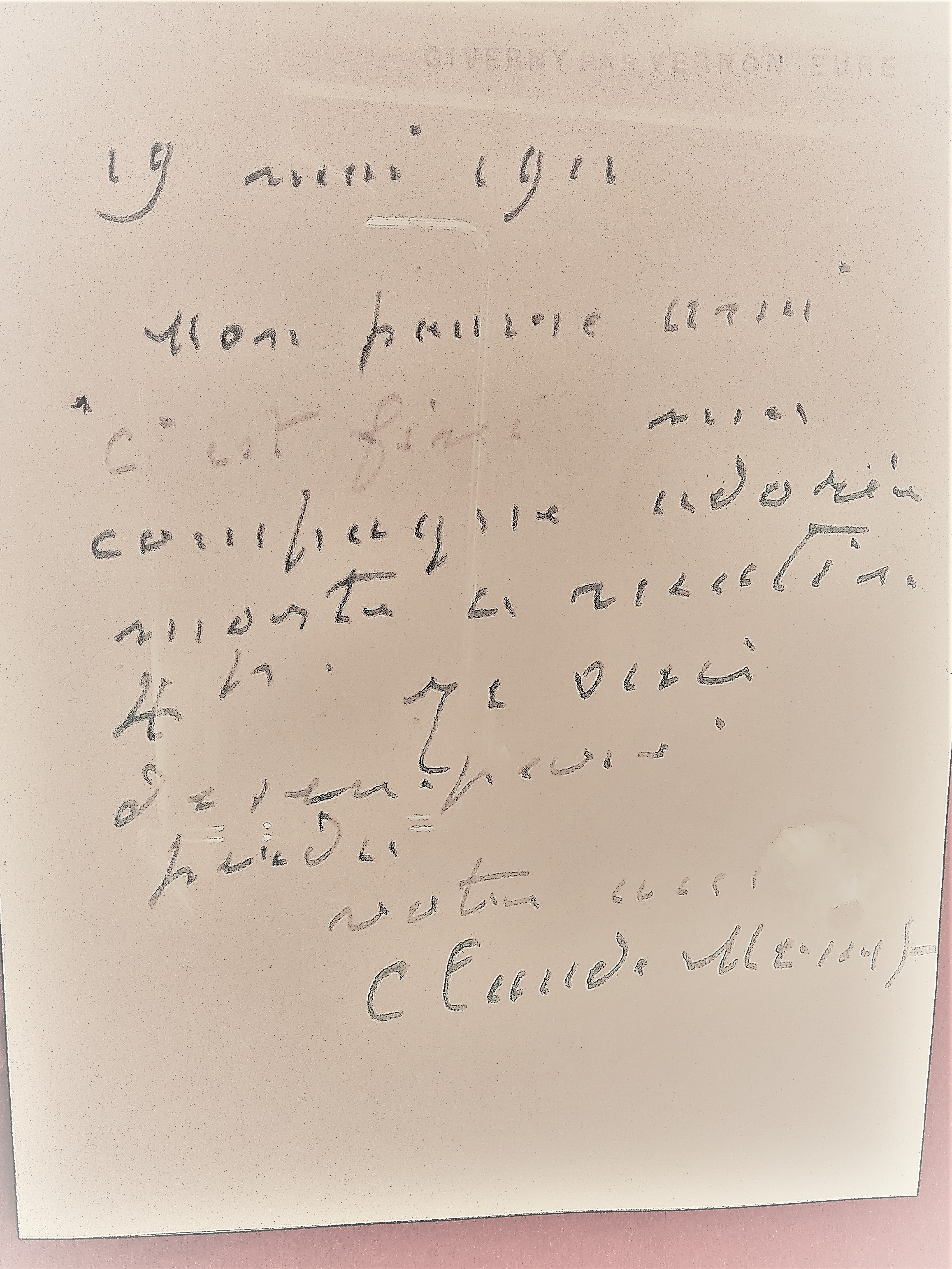
Письмо с автографом Клода Моне от 19 мая 1911 года

После смерти Камиллы Моне в 1879 году Моне и Алиса (вместе со своими детьми от Камиллы и Эрнеста соответственно) продолжали жить вместе в Пуасси, а затем в Живерни. Находящуюся всё ещё в браке с Эрнестом Ошеде и жившую с Клодом Моне Алису парижская газета Le Gaulois назвала в 1880 году «очаровательной женой» художника .
Эрнест Ошеде умер в 1891 году, и в следующем году Алиса согласилась выйти замуж за Моне .
Алиса умерла 19 мая 1911 года. Эта утрата глубоко потрясла художника. В ночь её смерти он написал своему другу Гюставу Жеффруа, французскому искусствоведу и писателю:
Мой бедный друг, всё кончено. Моя любимая спутница умерла сегодня утром в четыре часа. Я растерян, потерян. Твой друг. Клод Моне.
Это письмо выставлено в одном из залов Фонда Моне в Живерни.

## Картины с Алисой Ошеде

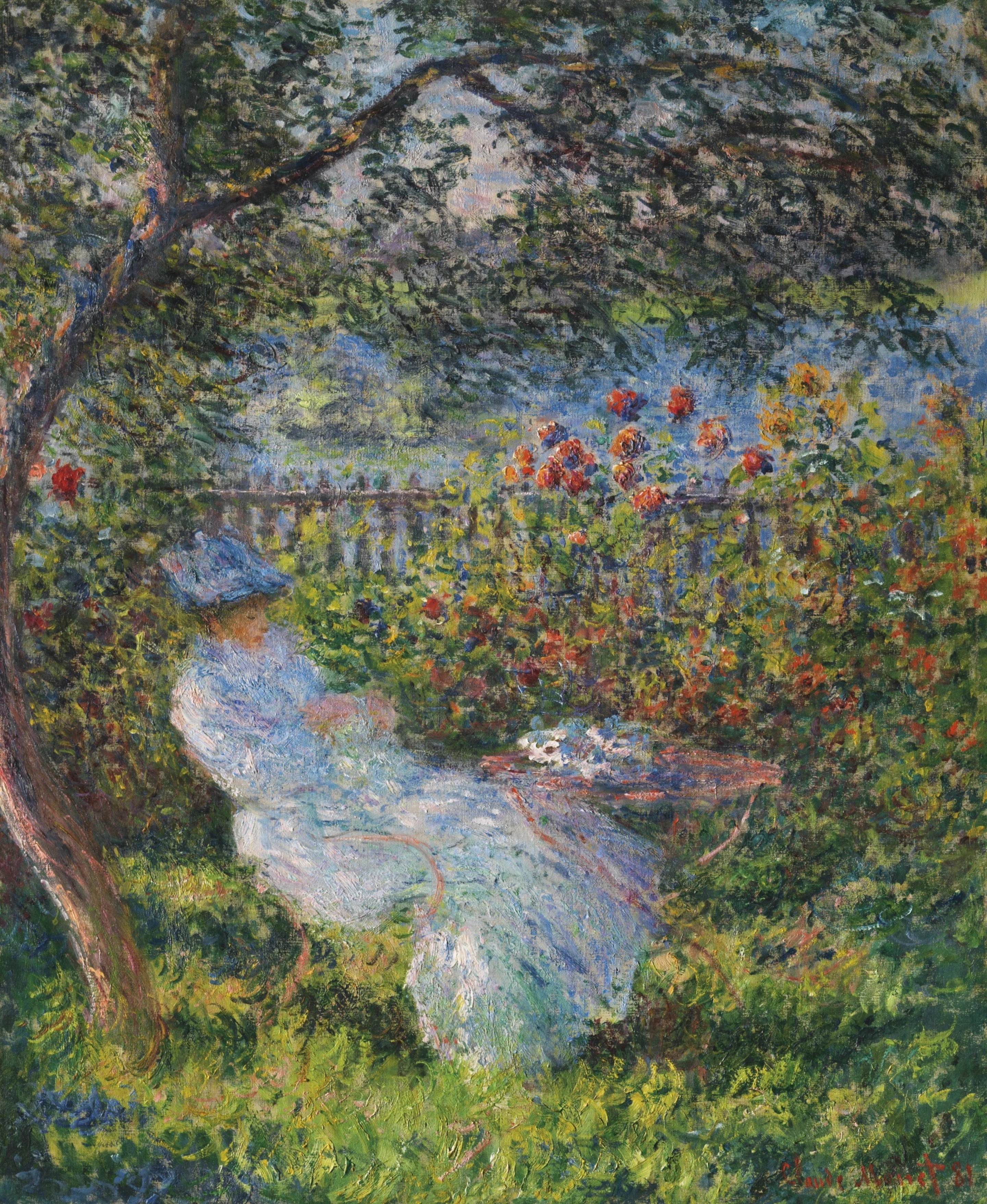
Клод Моне. Алиса Ошеде в саду. 1881

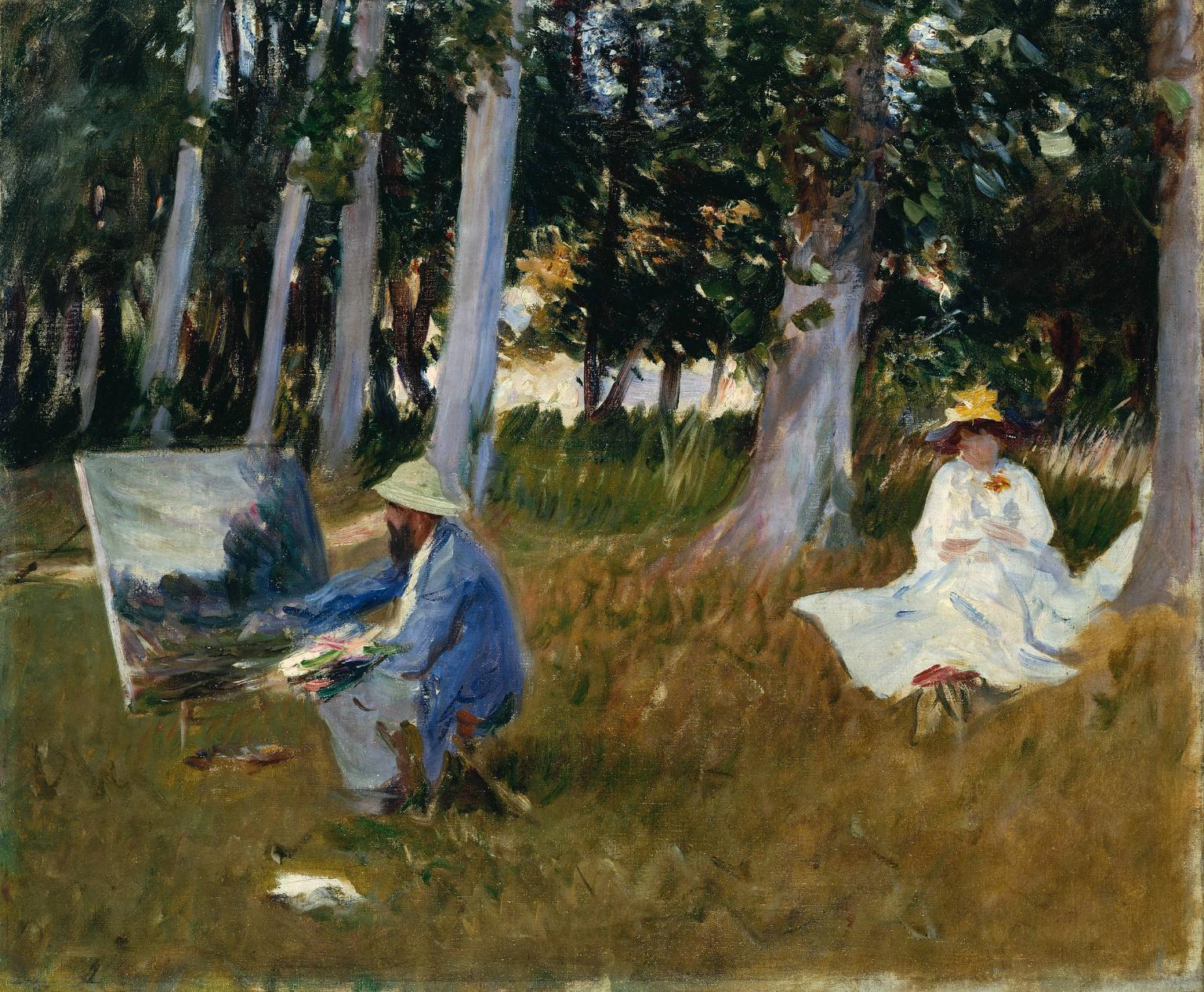
Джон Сингер Сарджент. Клод Моне пишет у опушки леса. 1885

Некоторые картины с Алисой Ошеде Моне:
- Клод Моне, Завтрак под тентом, Живерни, 1888 г.
- Джон Сингер Сарджент, Мадам Ошеде и её сын в саду Моне, Живерни
- Джон Сингер Сарджент, Пищущий Клод Моне

## В массовой культуре
Аманда Рут исполнила роль Алисы Ошеде в документальной драме BBC «Импрессионисты» 2006 года.